# Paris Moon
Paris Moon è un DVD live dei Blackmore's Night. Pubblicato nel 2007, esso festeggia i dieci anni di carriera della band con un'esibizione al leggendario teatro Olympia del 2006.
Il DVD include anche una galleria di fotografie del concerto, con Streets of London cantata in francese come sottofondo.
Assieme al DVD è presente un CD contenente nove tracce dal concerto, più la versione in studio di The Village Lanterne e la versione radiofonica di All Because of You.

## Tracce

### DVD
1. Introduction
2. Past Times With Good Company
3. Rainbow Blues (cover dei Jethro Tull)
4. Play Minstrel Play
5. World of Stone
6. Under a Violet Moon
7. Soldier of Fortune (cover dei Deep Purple)
8. Durch Den Wald Zum Bachaus
9. Diamonds and Rust  (cover di Joan Baez)
10. Minstrel Hall
11. Home Again
12. Streets of London
13. Renaissance Faire
14. Keyboard Solo
15. Ariel (cover dei Rainbow)
16. Loreley
17. The Clock Ticks On
18. Fires at Midnight
19. St. Teresa (cover di Joan Osborne)
20. The Village Lanterne

### CD
1. Past Times With Good Company/Rainbow Blues
2. Play Minstrel Play
3. World of Stone
4. Under a Violet Moon
5. Minstrel Hall
6. Home Again
7. Ariel (cover dei Rainbow)
8. The Clock Ticks On
9. Fires at Midnight

### CD Bonus Tracks
1. The Village Lanterne (versione in studio)
2. All Because of You (versione radiofonica)